# Perfect Day (singel Lou Reeda)
Perfect Day – ballada rockowa autorstwa Lou Reeda, który nagrał ją w roku 1972. Utwór znalazł się na jego albumie Transformer, wydanym w tym samym roku.

## Singiel
W 1972 roku dzieło Reeda zostało opublikowane jako strona B singla „Walk on the Wild Side”. Na rynek trafiły także edycje w postaci tzw. podwójnej strony A.

## Popularność
Ponad dwadzieścia lat później piosenka zyskała większą popularność, gdy została wykorzystana na ścieżce dźwiękowej filmu Trainspotting (1996), w reżyserii Danny’ego Boyle’a.

## Inne wersje
3 października 1997 roku nowa wersja „Perfect Day”, w wykonaniu ówczesnych światowych gwiazd, ukazała się w postaci singla wydanego przez BBC w ramach akcji charytatywnej Children in Need. Singel ten utrzymywał się przez trzy tygodnie na pierwszym miejscu notowania UK Singles Chart. Utwór zarobił 2’125’000 funtów, co było najlepszym wynikiem od sześciu lat. W nagraniu, oprócz Lou Reeda, udział wzięli m.in.: David Bowie, Bono, Elton John, Tom Jones, Suzanne Vega, Emmylou Harris, Skye Edwards (wokalistka grupy Morcheeba), Heather Small i Andrew Davis. Produkcji nagrania podjął się Simon Hanhart.
W 2003 roku Lou Reed zamieścił nową wersję tego utworu w wykonaniu Antony’ego Hegarty’ego na swojej płycie zatytułowanej The Raven.